# 核廃棄物隔離試験施設

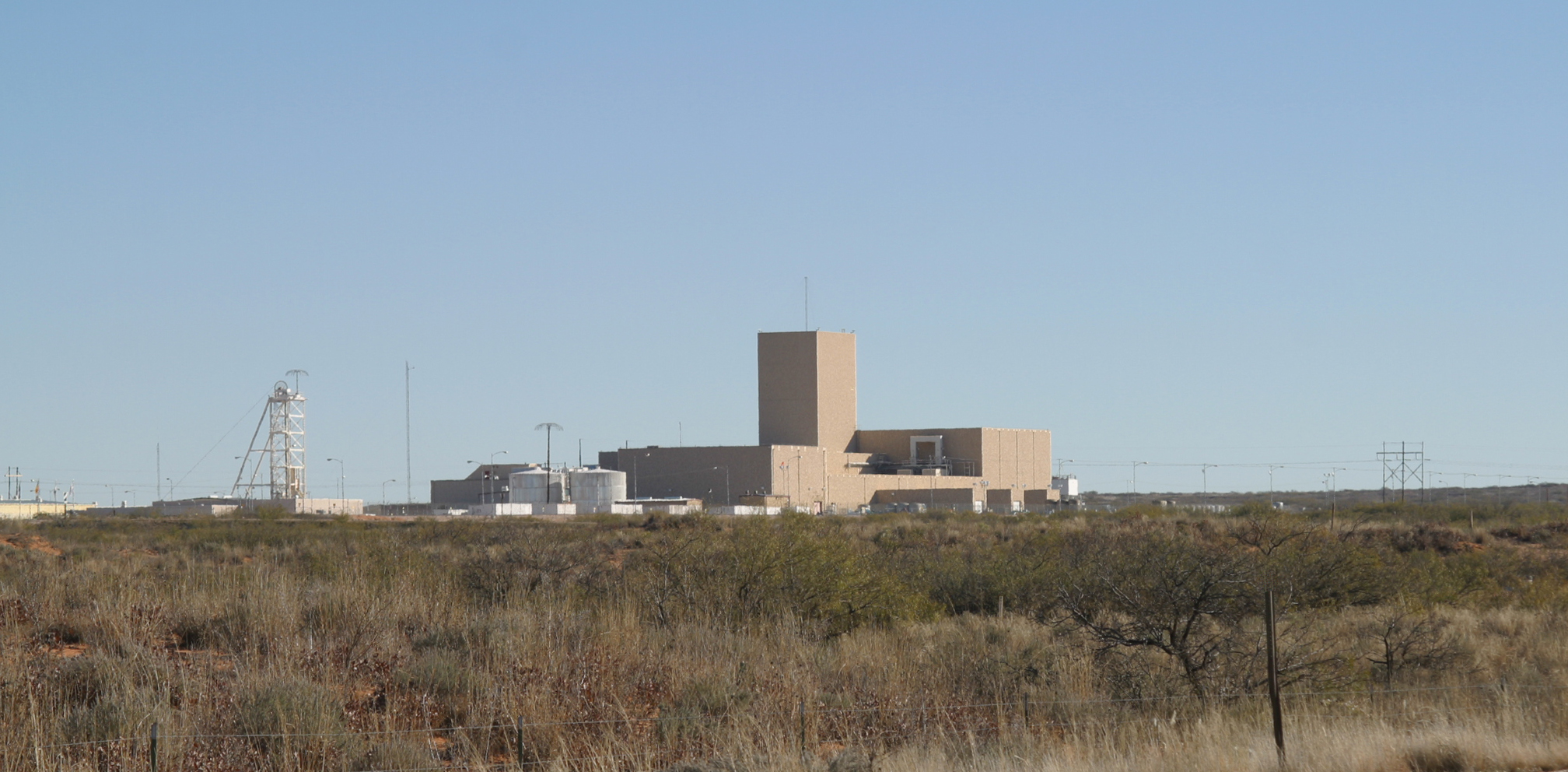
Waste Isolation Pilot Plant

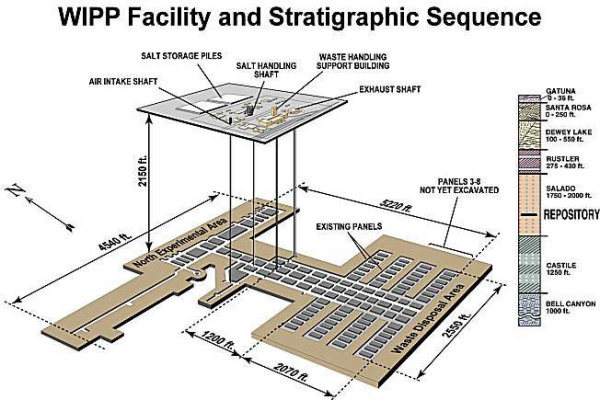
WIPP施設概要

米国核廃棄物隔離試験施設(Waste Isolation Pilot Plant、または略してWIPP)は、核兵器の研究開発によって生じる超ウラン元素の高レベル・長半減期放射性廃棄物の、恒久的な処分のためのアメリカで最初の地層処分施設である。ニューメキシコ州カールズバッドの東方約42kmに位置している。核燃料サイクルの最終工程である。

## 歴史
米国エネルギー省では1974年に廃棄施設建設を立案し、20年に及ぶ科学調査、公聴会、規制法案の制定などの後1999年3月に操業を開始した。2070年まで操業(廃棄物搬入)の予定である。2010年の時点で9000回廃棄物が搬入された。周辺のカルスト地形などの地質調査は継続中である。
地層の安定していると思われるテキサス西部からニューメキシコ南東部のデラウェア盆地の岩塩層が適合地として選ばれた。廃棄物保管場所は地下655メートルの厚さ1000メートルの岩塩層中に掘削設置された。岩塩層の物理的可塑性(plasticity)から亀裂などの封印効果が期待されているが、ドイツの岩塩層の地層処分施設アッセII研究鉱山では地下水への放射性物質の漏洩が観測され、貯蔵空間の圧縮・岩塩ドームの崩落なども危惧されている。

## 貯蔵廃棄物
WIPPに搬入される廃棄物は一定の放射能以上(100 nCi/グラム)でアルファ崩壊する半減期20年以上のTRU廃棄物に限られていたが、2000年9月からは放射性廃棄物とその他の危険物の混合廃棄物も受入が始まった。
また廃棄物に含まれる水分の(放射性物質から放出されるエネルギーによる)分解による水素爆発を防ぐため廃棄物収納容器は通気機能を備えている。
また全米からの廃棄物の搬入に関してはその都度衛星追跡等の最新の技術と設備で厳重な警備のもとに執り行われる。
また搬送ルートにおける事故を想定してWIPPでは非常事態対処メンバーとして23000人の専門家を教育訓練している。

## 施設および周辺地域の管理
操業中および2070年の施設閉鎖後も環境汚染を防ぐ為、施設および周辺地域の隔離・管理は引き続けられる。米国環境保護庁では管理期間を1万年としており、予測できない遠い未来を考慮して各種の未来への伝言(警告)措置が検討されている。敷地周辺に土塁を構築し、何十もの標識を敷設、警告文も現在の国連の公用語(英語、ロシア語、中国語、フランス語、アラビア語、スペイン語)とナバホ語に加え象形文字による記述も考慮されている。ナバホ語が含まれているのはニューメキシコ州にナバホ族の準自治領（ナバホ・ネイション）があるため。